# モテ仕草
モテ仕草（モテしぐさ）は、印象評論家の重太みゆきがバラエティ番組でモテ仕草ランキングという形式で発表していることで話題になったものである。

## 概説
TikTokなどでは重太みゆきが演じる、モテ仕草がハッシュタグでmeme化現象を起こし、3ヶ月で２億回を超える再生回数を記録し、ティーンエイジャーのブームとなった。いわゆる壁ドンなど、マンガなどで話題になるものが単発的にはこれまでもあったが、総計１００種類以上のランキングで、重太みゆきにより「技」として体系化された。
特にフジテレビ系列「ホンマでっか!?TV」で、ドラマの俳優陣やタレントに対して、重太みゆきがレクチャーを行うものが多く、それを実践する俳優陣のパフォーマンスが翌日の芸能ニュースを騒がすことが多くなっていった。
その後多くの有名人が自身のモテしぐさを発表するブームにもなった。
重太みゆき監修のWEB-CF雪印「カサネテク」ミュージックPVでは、1000万回超のYouTube再生回数を超え、その後、アジア圏で多くのモノマネ動画が動画サイト投稿され一種の社会現象になった。日本ではワイドショー番組の他、ミュージックステーションなどの音楽番組でも紹介されることになった。
「モテ仕草ランキング」というものはバラエティ番組での発表をメインにしていたためその特性から、女性や男性の仕草をやや大げさに誇張することもある。男性編・女性編として分けられることが多い。また、お笑いの要素も含まれているのが特徴で、明石家さんま、マツコ・デラックスなどのツッコミが入り盛り上がるのがスタイルである。
この他、ビジネスマンでも取り入れられる、ビジネス調のモテ仕草もあり、プレゼンテーションにも活かされるパフォーマンス性も、重太みゆきにより同番組内で発表されていることもある。

## 定義
基本的なスタイルとしては、モテ仕草は異性にモテるという位置付けで捉えられることが多いが、接客業などのビジネスで活かせるものも一部ある。

## 英語
MOTESHIGUSA 海外においても、重太みゆきによりアジア圏とアメリカなどで講演や研修などもこの名称で行われている。基本的にはこのような考え方は海外には非常に少ない。